# Кутно (село)
Кутно — колишнє село неподалік с. Шумбару (тепер Шумського району, Тернопільська область).
Перша писемна згадка — 1513 року: литовський боярин Богуш Михайло Боговитинович отримав від Сигізмунда І Старого маєтності, зокрема, Биківці, містечко Шумбар.